# 艾岑 (明尼蘇達州)
艾岑（英語：Eitzen）是一個位於美國明尼蘇達州休斯頓縣的城市。

## 人口
根據2020年美國人口普查的數據，艾岑的面積為1.58平方千米，當中陸地面積為1.58平方千米，而水域面積為0.00平方千米。當地共有人口279人，而人口密度為每平方千米177人。